# Panhard & Levassor Type X11
Der Panhard & Levassor Type X11 ist ein Pkw-Modell von 1912. Hersteller war Panhard & Levassor in Frankreich.

## Beschreibung
Die Fahrzeuge haben einen von Arthur Constantin Krebs entwickelten Ottomotor. Im Motorcode „T4R“ steht das „T“ für diesen „Centaure allégé“ genannten Motor und die „4“ für die Anzahl der Zylinder.
Der Vierzylinder-Reihenmotoren hat einzeln gegossene Zylinder. Er hat 90 mm Bohrung, 130 mm Hub und 3308 cm³ Hubraum. Er wurde auch 15 CV genannt. Die Leistung des Frontmotors wird über ein Vierganggetriebe und eine Kardanwelle an die Hinterachse übertragen.
Das Modell löste im Laufe des Jahres 1912 den Vorgänger Type X ab. Im März 1912 endete die Produktion. Während dieser Zeit wurden 43 Fahrzeuge gefertigt, von denen 16 exportiert wurden. Allerdings unterscheidet die Statistik in diesem Fall nicht zwischen den beiden Modellen, sodass es eine Summe ist.